# 里斯伯勒王子城
里斯伯勒王子城（英語：Princes Risborough）是英格蘭白金漢郡的一個城鎮。里斯伯勒王子城有人口7,978人。